# Village Roadshow Pictures
Village Roadshow Pictures — американская продюсерская кинокомпания. Это одна из лидирующих кинопродюсерских компаний мира.
Фильмы в их библиотеке 34 раза стали самым кассовым фильмом уикэнда в первый уикэнд своего проката в США, получили 50 номинаций на премию «Оскар», 19 премий «Оскар» и 6 премий «Золотой глобус».

## История
Village Roadshow Pictures была основана в 1986 году. Одним из её первых президентов был Грег Кут. В 1995 году компания Village Roadshow Pictures стала частью своего телевизионного подразделения, возглавляемого Грегом Кутом и Джеффри Хейсом.
В 1997 году Village Roadshow Pictures подписала соглашение с Intermedia о создании совместного предприятия Village Intermedia Pictures. Сделка распалась несколько месяцев спустя. Кроме того, Yoram Gross-Village Roadshow подписалEM.TV & Merchandising к совместному соглашению. 4 сентября 1997 года компания подверглась реструктуризации, и Майкл Лейк присоединился к компании в качестве управляющего директора.
После того, как компания в 1997—1998 годах начала своё сотрудничество с Rozenberg Fundation и Warner Bros., Village Roadshow Pictures продолжила строить библиотеку фильмов через софинансирование и сопродюсерство 68 фильмов Village Roadshow Entertainment Group и 72 осуществлённых фильмов Голливуда. Фильмы из её каталога включают «Жизнь, как она есть» (с Кэтрин Хайгл и Джошем Дюамелем) и «Шерлок Холмс» (с Робертом Дауни-мл. и Джудом Лоу).
По соглашению, которое предусматривает пять фильмов в год в течение пяти лет, Roadshow и Warner являются партнёрами 50 на 50, каждый из которых оплачивает половину стоимости производства проектов, с которыми они согласны. Village Roadshow Pictures самостоятельно распространяет свои развлекательные фильмы через филиалы на нескольких территориях по всему миру. После того, как расходы на маркетинг окупаются, а Warner получает сниженную комиссию за распространение, Warner и Roadshow делят то, что осталось от доходов от их фильмов.
В 2018 бывший босс Sony Pictures TV Стив Моско был назначен генеральным директором. Брюс Берман председатель и главный исполнительный директор Village Roadshow Pictures Entertainment, остался на своём посту.
В 2021 году компания Phantom Four, принадлежащая Дэвиду С. Гойеру, заключила соглашение о первом просмотре с Village Roadshow Pictures на поиск, разработку и производство художественных фильмов под руководством Кейта Левина, президента по производству Phantom Four. Левин также будет продюсировать вместе с Гойером.
27 сентября 2021 года Брюс Берман объявил, что уходит с поста генерального директора киностудии.

## Фильмография

### Warner Bros. Pictures
- Сила личности / The Power of One (1992) (вместе с StudioCanal, Alcor Films и Regency Enterprises)
- Практическая магия / Practical Magic (1998)
- Анализируй это / Analyze This (1999)
- Матрица / The Matrix (1999) (вместе с Silver Pictures)
- Глубокое синее море / Deep Blue Sea (1999)
- Три короля / Three Kings (1999)
- Танго втроём / Three to Tango (1999)
- Сплетня / Gossip (2000)
- Космические ковбои / Space Cowboys (2000)
- Красная планета / Red Planet (2000)
- Чужой билет / Bounce (2000)
- Мисс Конгениальность / Miss Congeniality (2000) (вместе с Castle Rock Entertainment)
- День святого Валентина / Valentine (2001)
- Агент по кличке Спот / See Spot Run (2001)
- Сквозные ранения / Exit Wounds (2001) (вместе с Silver Pictures)
- Пароль «Рыба-меч» / Swordfish (2001) (вместе с Silver Pictures)
- Кошки против собак / Cats & Dogs (2001)
- Сердца в Атлантиде / Hearts in Atlantis (2001) (вместе с Castle Rock Entertainment)
- Тренировочный день / Training Day (2001)
- Одиннадцать друзей Оушена / Ocean’s Eleven (2001) (вместе с JW Productions)
- Мажестик / The Majestic (2001) (вместе с Castle Rock Entertainment)
- Королева проклятых / Queen of the Damned (2002)
- Шоу начинается / Showtime (2002)
- Атака пауков / Eight Legged Freaks (2002) (вместе с Electric Entertainment)
- Приключения Плуто Нэша / The Adventures of Pluto Nash (2002) (вместе с Castle Rock Entertainment)
- Корабль-призрак / Ghost Ship (2002) (вместе с Dark Castle Entertainment)
- Анализируй то / Analyze That (2002)
- Любовь с уведомлением / Two Weeks Notice (2002) (вместе с Castle Rock Entertainment)
- Ловец снов / Dreamcatcher (2003) (вместе с Castle Rock Entertainment)
- Матрица: Перезагрузка / The Matrix Reloaded (2003) (вместе с Silver Pictures)
- Таинственная река / Mystic River (2003)
- Матрица: Революция / The Matrix Revolutions (2003) (вместе с Silver Pictures)
- Крутящий момент / Torque (2004)
- Забирая жизни / Taking Lives (2004)
- Женщина-кошка / Catwoman (2004)
- Двенадцать друзей Оушена / Ocean’s Twelve (2004) (вместе с JW Productions)
- Константин / Constantine (2005) (вместе с Vertigo DC Comics, The Donners' Company и Lonely Film Productions GmbH & Co. KG.)
- Мисс Конгениальность 2: Прекрасна и опасна / Miss Congeniality 2: Armed and Fabulous (2005) (вместе с Castle Rock Entertainment)
- Дом восковых фигур / House of Wax (2005) (вместе с Dark Castle Entertainment)
- Чарли и шоколадная фабрика / Charlie and the Chocolate Factory (2005) (вместе с The Zanuck Company)
- Придурки из Хаззарда / The Dukes of Hazzard (2005)
- Ходят слухи / Rumor Has It (2005)
- Огненная стена / Firewall (2006) (вместе с Beacon Pictures)
- Дом у озера / Lake House (2006)
- Делай ноги / Happy Feet (2006)
- Дети без присмотра / Unaccompanied Minors (2006)
- Тринадцать друзей Оушена / Ocean’s Thirteen (2007) (вместе с JW Productions)
- С глаз — долой, из чарта — вон! / Music and Lyrics (2007) (вместе с Castle Rock Entertainment)
- Жатва / The Reaping (2007) (вместе с Dark Castle Entertainment)
- Лицензия на брак / License to Wed (2007) (вместе с Phoenix Pictures)
- Вкус жизни / No Reservations (2007) (вместе с Castle Rock Entertainment)
- Везунчик / Lucky You (2007)
- Вторжение / The Invasion (2007) (вместе с Silver Pictures)
- Отважная / The Brave One (2007) (вместе с Silver Pictures)
- Я — легенда / I Am Legend (2007) (вместе с Weed Road Pictures и Overbook Entertainment)
- Декабрьские мальчики / December Boys (2007)
- Спиди-гонщик / Speed Racer (2008) (вместе с Silver Pictures)
- Напряги извилины / Get Smart (2008) (вместе с Mosaic Media Group)
- Ночи в Роданте / Nights in Rodanthe (2008)
- Гран Торино / Gran Torino (2008)
- Всегда говори «да» / Yes Man (2008) (вместе с The Zanuck Company и Heyday Films)
- Там, где живут чудовища / Where the Wild Things Are (2009) (вместе с Legendary Pictures и Playtone)
- Шерлок Холмс / Sherlock Holmes (2009) (вместе с Silver Pictures)
- Секс в большом городе 2 / Sex and the City 2 (2010) (под New Line Cinema) (вместе с HBO)
- Кошки против собак: Месть Китти Галор / Cat & Dogs: The Revenge of Kitty Galore (2010)
- Легенды ночных стражей / Legends of the Guardians: The Owls of Ga’Hoole (2010)
- Жизнь, как она есть / Life as We Know It (2010)
- Делай ноги 2 / Happy Feet Two (2011)
- Шерлок Холмс: Игра теней / Sherlock Holmes: A Game of Shadows (2011) (вместе с Silver Pictures)
- Счастливчик / The Lucky One (2012)
- Мрачные тени / Dark Shadows (2012) (вместе с Infinitum Nihil, GK Films и The Zanuck Company)
- Охотники на гангстеров / Gangster Squad (2013)
- Великий Гэтсби / The Great Gatsby (2013) (вместе с Bazmark Productions)
- Лего. Фильм / The Lego Movie (2014) (вместе с Warner Animation Group)
- Любовь сквозь время / Winter’s Tale (2014) (вместе с Weed Road Pictures)
- Грань будущего / Edge of Tomorrow (2014) (вместе с RatPac Dune Entertainment и 3 Arts Entertainment)
- Снайпер / American Sniper (2014) (вместе с RatPac Dune Entertainment)
- Навстречу шторму / Into the Storm (2014) (вместе с New Line Cinema)
- Судья / The Judge (2014) (вместе с RatPac Dune Entertainment)
- Восхождение Юпитер / Jupiter Ascending (2015) (вместе с RatPac Dune Entertainment)
- Безумный Макс: Дорога ярости / Mad Max: Fury Road (2015)
- Разлом Сан-Андреас / San Andreas (2015) (вместе с New Line Cinema)
- В сердце моря / In the Heart of the Sea (2015) (вместе с RatPac Intertainment, Roth Films и Imagine Entertainment)
- Тарзан. Легенда / The Legend of Tarzan (2016) (под Warner Bros. Pictures) (вместе с RatPac Entertainment, JW Productions и Dark Horse Entertainment)
- Джокер / Joker (2019) (вместе с DC Films)
- Матрица: Воскрешение / The Matrix 4 (2021)

### Sony Pictures Entertainment
- Стерва / Saving Silverman (2001) (под Columbia Pictures) (вместе с Original Film)
- Великий уравнитель / The Equalizer (2014) (под Columbia Pictures) (вместе с Escape Artists)
- Энни / Annie (2014) (под Columbia Pictures) (вместе с Overbook Entertainment)
- Ужастики / Goosebumps (2015) (под Columbia Pictures и Sony Pictures Animation) (вместе с LStar Capital, Original Film и Scholastic Entertainment)
- Охотники за привидениями / Ghostbusters (2016) (под Columbia Pictures) (вместе с Pascal Pictures, Feigco Entertainment и The Montecito Picture Company)

### Paramount Pictures
- Фантом / The Phantom (1996) (вместе с The Ladd Company)
- Образцовый самец / Zoolander (2001) (вместе с VH1 Films)

### 20th Century Fox
- Не говори ни слова / Don’t Say a Word (2001) (вместе с Regency Enterprises)

### Walt Disney Studios Motion Pictures
- Крепость / Fortress (1992) (под Dimension Films) (вместе с Davis Entertainment)

### The Weinstein Company
- Крокодил / Rogue (2007) (под Dimension Films) (вместе с Eru Creek Pictures)